# La Libertad kommun, Comayagua
La Libertad är en kommun i Honduras.   Den ligger i departementet Departamento de Comayagua, i den västra delen av landet, 100 km norr om huvudstaden Tegucigalpa. Antalet invånare är 17 651. Arean är 320 kvadratkilometer.
Terrängen i La Libertad är kuperad åt nordost, men åt sydväst är den bergig.